# Санта-Кроче-сулл-Арно
Санта-Кроче-сулл-Арно (італ. Santa Croce sull'Arno) — муніципалітет в Італії, у регіоні Тоскана, провінція Піза.
Санта-Кроче-сулл-Арно розташована на відстані близько 250 км на північний захід від Рима, 39 км на захід від Флоренції, 31 км на схід від Пізи.

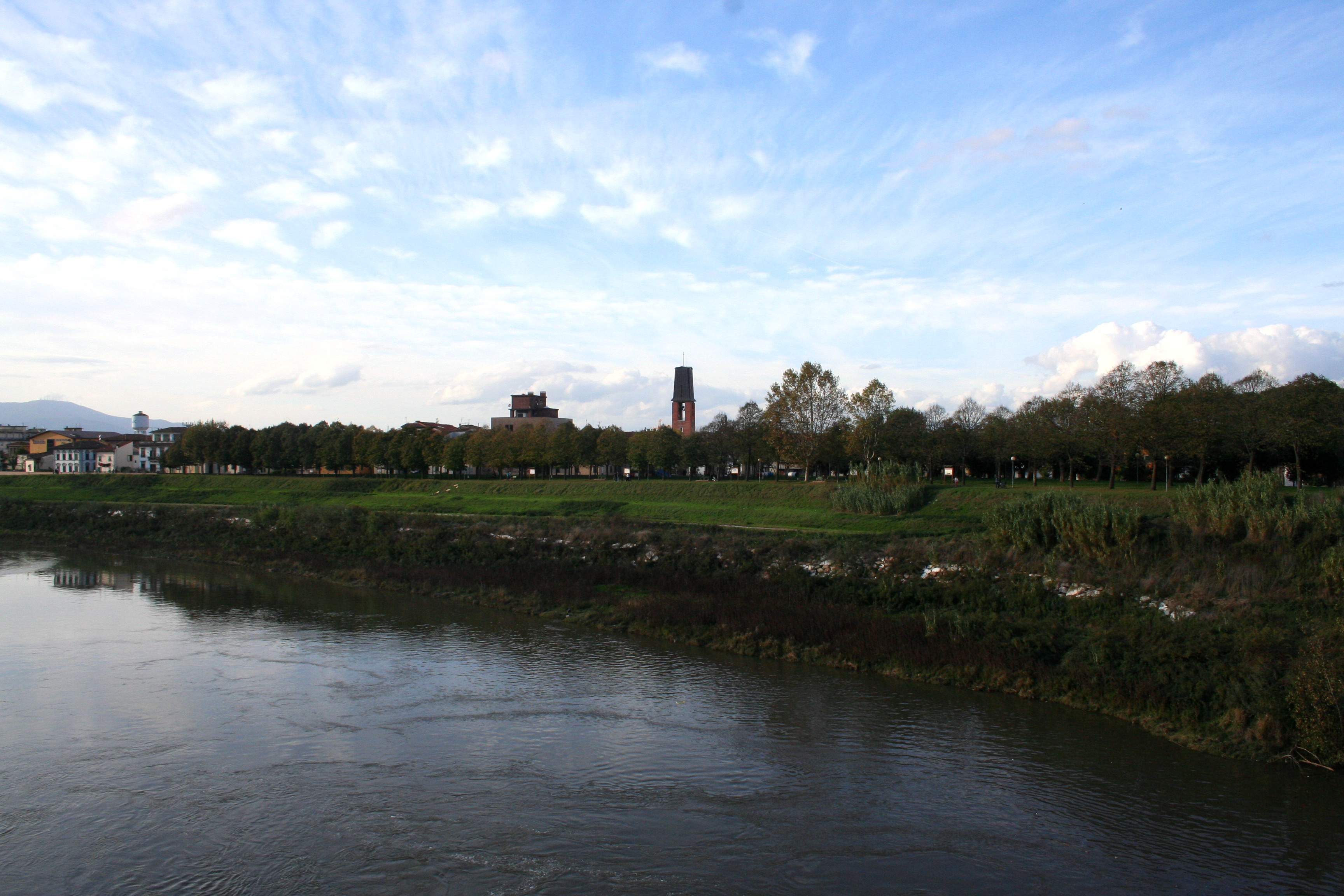

Населення — 14 528 осіб (2014).
Покровитель — Santa Cristiana.

## Демографія
Населення за роками:

Станом на 1 січня 2023 року в муніципалітеті офіційно проживали 3433 іноземці з 55 країн, серед них 187 громадян країн Євросоюзу та 25 громадян України.

## Сусідні муніципалітети
- Кастельфранко-ді-Сотто
- Фучеккьо
- Сан-Мініато